# Yoshitake Suzuki
Yoshitake Suzuki (jap. 鈴木 喜丈, Suzuki Yoshitake; * 6. Juli 1998 in Kokubunji, Präfektur Tokio) ist ein japanischer Fußballspieler.

## Karriere
Yoshitake Suzuki erlernte das Fußballspielen in der Jugendmannschaft des FC Tokyo. Als Jugendspieler absolvierte er 2016 für die U23-Mannschaft von Tokyo 25 Spiele in der dritten Liga, der J3 League. 2017 unterschrieb er seinen ersten Profivertrag bei dem Erstligisten. Der Verein, der in der Präfektur Tokio beheimatet ist, spielte mit der ersten Mannschaft in der höchsten Liga des Landes, der J1 League. Bisher kam er dreimal in der dritten Liga zum Einsatz. Im September 2020 wechselte er auf Leihbasis für zwei Spielzeiten zu Mito Hollyhock. Der Verein aus Mito spielte in der zweiten Liga. Nach 45 Zweitligaspielen für Mito wurde er zu Beginn der Saison 2022 fest von Mito unter Vertrag genommen. Nach einer Spielzeit und 36 Ligaspielen unterschrieb er im Januar 2023 einen Vertrag beim ebenfalls in der zweiten Liga spielenden Fagiano Okayama. Am Ende der Saison 2024 belegte er mit Okayama den fünften Tabellenplatz und qualifizierte sich somit zu den Aufstiegsspielen zur ersten Liga. Hier konnte man sich im Finale gegen Vegalta Sendai durchsetzen und stieg somit in die erste Liga auf.